# Elena Salvador de Puigvert
María Teresa Ramón Blanes (Madrid, 1927 - Barcelona, 13 d'octubre de 2017) fou una actriu espanyola de la dècada del 1950, coneguda pel seu nom artístic Elena Salvador de Puigvert.
Va estudiar declamació amb Carmen Seco i el 1944 va ingressar a la companyia del Teatro María Guerrero de Madrid, dirigit aleshores per Luis Escobar, on va debutar a De lo pintado a lo vivo de Juan Ignacio Luca de Tena. Debutà com a professional amb la companyia de l'argentina Lola Membrives, amb la que va actuar al Teatro Lara i al Teatro Español representant obres de Jacinto Benavente, Antonio Buero Vallejo, Víctor Ruiz Iriarte o José López Rubio.
A Barcelona va conèixer Aurora Bautista, amb qui va fer gran amistat. Fruit d'això va aconseguir el 1950 el paper a la pel·lícula Pequeñeces, pel que va rebre la medalla del Cercle d'Escriptors Cinematogràfics. El seu darrer paper al cinema fou a Ronda española (1952). Després es va casar amb l'eminent uròleg Antoni Puigvert i Gorro i es va retirar dels escenaris.

## Filmografia
- Eramos siete a la mesa (1942)
- La rueda de la vida (1942)
- Ana María (1943)
- Idolos (1943)
- Un beso en la nuca (1947)
- La cigarra (1948)
- La otra sombra (1948)
- La vida encadenada (1948)
- Hace cien años (1950)
- Pequeñeces (1950)
- Catalina de Inglaterra (1951)
- Ronda española (1952)

## Llibres
- Tratando a los famosos (1997) sota el nom d'Elena Salvador de Puigvert, ISBN 9788489664265
- Los papeles de mi vida (2002)

## Premis
6a edició de les Medalles del Cercle d'Escriptors Cinematogràfics
| Millor actriu secundària | Pequeñeces | Guanyadora |